# Wybory prezydenckie w Dżibuti w 1999 roku
Wybory prezydenckie w Dżibuti odbyły się 9 kwietnia 1999 roku. Zwyciężył w nich Ismail Omar Guelleh z Ludowego Ruchu na rzecz Postępu. Guelleh zdobył 74,02% głosów. Jedynym przeciwnikiem Guelleha był niezależny kandydat wspierany przez opozycyjne PRD i PND Ahmed-Idriss Moussa.

## Wyniki
| Kandydat - Partia polityczna | Kandydat - Partia polityczna     | Liczba głosów | %      |
| ---------------------------- | -------------------------------- | ------------- | ------ |
|                              | Ismail Omar Guelleh - RPP        | 76 853        | 74,02% |
|                              | Ahmed-Idriss Moussa - niezależny | 26 972        | 25,98% |
| Głosy nieważne               | Głosy nieważne                   | 1 200         |        |
| Razem                        | Razem                            | 105 025       | 100%   |